# Сусленский, Яков Михайлович
Я́ков Миха́йлович Сусленский (10 мая 1929, Ананьев, Молдавская АССР — 19 октября 2009, Иерусалим) — советский диссидент, политический заключённый, мемуарист.

## Биография
Родился в еврейской семье. Рано лишился отца, три года проработал на кирпичном заводе под Астраханью и на авиационном заводе в Куйбышеве. Окончил Одесский педагогический институт иностранных языков. Работал учителем английского языка в школе № 10 города Бендеры (Молдавская ССР).
Сусленский и Иосиф Мешенер, тоже учитель из Бендер, отправили письмо в ЦК КПСС с протестом против советского вторжения в Чехословакию в августе 1968 года. Они также направляли по разным адресам (на Би-Би-Си, в ООН) письма с протестами против фарса советской избирательной системы и против дискриминации евреев в СССР.
Был арестован 29 января 1970 года и осужден 30 октября 1970 года по ст. 67 ч. 1 УК Молдавской ССР («Антисоветская агитация и пропаганда») к 7 годам лишения свободы. По его делу также обвинялся И. Я. Мешенер. Им инкриминировались письмо в ЦК КПСС, другие письма которые они, «находясь в состоянии националистического, сионистского угара», направляли по разным адресам, «антисоветские» разговоры со знакомыми, пересказывание содержания западных радиопередач.
Срок отбывал в ИТК в Мордовии, затем в ИТК «Пермь-35» и «Пермь-36». Писал и подписывал коллективные протестные заявления, обращения и петиции, принимал участие в забастовках и голодовках; неоднократно водворялся в ШИЗО. Дважды переводился на тюремный режим и помещался во Владимирскую тюрьму: с 15 декабря 1973 года до 17 ноября 1974 года и с 7 марта 1975 года до конца срока заключения.
После освобождения в 1977 году эмигрировал в Израиль. Был реабилитирован в 1989 году.

## Публикации
- The treatment of activities of Russian and non‐Russian dissidents by the soviet regime: A comparative analysis // Nationalities Papers: The Journal of Nationalism and Ethnicity. Band 11, Nr. 2, 1983, S. 232—243, doi:10.1080/00905998308407969.
- Настоящие герои[уточнить]
- Перо моё — враг мой. Сборник писем, статей, очерков. — Иерусалим, 1999. — 432 с. : ил.
- Ода мухе: «В карцер муха залетела…» // Иерусалимский журнал. — 2005. — № 20-21.